# Сетница (Доброва-Полхов Градец)
Сетница (словен. Setnica) је насељено место у општини Доброва-Полхов Градец, Средњесловенска регија, Словенија. Део је некадашњег насеља Сетница, које је административним границама подељено на два насеља: Сетница (Доброва-Полхов Градец) и Сетница (Медводе).

## Историја
До територијалне реорганизације у Словенији била је у саставу града Љубљане, односно старе општине Вич–Рудник.

## Становништво
У попису становништва из 2011. године, Сетница је имала 41 становника.
| Број становника према пописима | Број становника према пописима |
| ------------------------------ | ------------------------------ |
| 2002                           | 2011                           |
| 33                             | 41                             |

Напомена: Године 1994. настало поделом насеља Сетница на два дела: Сетница (Доброва-Полхов Градец) и Сетница (Медводе).

## Галерија
- засеок Межнар
- засеок Равнек